# Gustav Wendt (Philologe)

Gustav Wendt

Gustav Wendt (* 24. Januar 1827 in Berlin; † 6. März 1912 in Karlsruhe) war ein deutscher Gymnasiallehrer in Pommern, Hamm und Karlsruhe.

## Leben
Gustav Wendt war der einzige Sohn des Oberschulrats Heinrich Wendt (1803–1859) und dessen Ehefrau Mathilde, geborene Köhler. Er besuchte das Friedrich-Wilhelm-Gymnasium in Posen, an dem sein Vater Erster Direktor war. Nach dem Abitur studierte er Klassische Philologie an den Universitäten Berlin, Bonn und Halle. Während seines Studiums wurde er 1845 Mitglied der Burschenschaft Fridericia Bonn. Das Probejahr absolvierte er an seiner Schule in Posen. Dort im Juni 1851 fest angestellt, ging er schon Michaelis 1851 als Kollaborator an das Marienstiftsgymnasium in Stettin. 1854 kam er als Prorektor an das
Friedrich-Wilhelms-Gymnasium zu Greifenberg an der Rega. Am 15. Dezember 1856 wurde er zum Direktor des Königlichen Gymnasiums Hamm  ernannt.
Wendt war einer der jüngsten preußischen Gymnasialdirektoren, hatte aber wegen seiner kirchenkritischen und liberalen Einstellungen Gegner unter seinen Vorgesetzten. Deshalb wechselte er 1867 an das Lyceum Karlsruhe im liberalen Großherzogtum Baden. Er wurde in den Oberschulrat berufen und mit der Reorganisation des Schulwesens in Baden betraut. In seinem Handbuch der Erziehungs- und Unterrichtslehre stellte er seine Grundanschauungen vor. Besondere Anerkennung erlangte er durch die Übertragung der Tragödien des Sophokles in die deutsche Sprache. Er war befreundet mit Johannes Brahms.
Wendt leitete das Karlsruher Gymnasium über vier Jahrzehnte. Erst 1907, im Alter von 80 Jahren, ließ er sich pensionieren. Als er fünf Jahre später starb, kam Großherzog Friedrich II. zur Beisetzung.

## Familie
Gustav Wendts Schwester Mathilde Wendt (1838–1927) war eine namhafte Pianistin und Klavierpädagogin, die zum Freundeskreis von Clara Schumann gehörte und viele Jahre mit dieser korrespondierte.
Wendt war mit der Tochter Anna (1831–1892) des Stettiner Entomologen Carl August Dohrn verheiratet; das Paar hatte 7 Kinder. Einer der Enkel war Wilhelm Furtwängler.

## Ernennungen
- 1871: außerordentlichen Mitglied des Oberschulrats auf die Dauer von drei Jahren[5]
- 1874: dito auf weitere drei Jahre[5]
- 1875: ordentliches Mitglied des Oberschulrats[5]
- 1886: Geheimer Hofrat[5]
- 1894: Geh. Rat III. Klasse[5]
- 1907 mit der Versetzung in den Ruhestand Verleihung des Titels als Geh. Rat II. Kl.[5]

## Orden
- Orden vom Zähringer Löwen, Ritterkreuz I. Kl.[5]
- Verleihung des Eichenlaubs zum Orden vom Zähringer Löwen (1879)[5]
- Kommandeur II. Klasse des Nordstern-Orden (1881)[5]
- Kommandeur II. Klasse des Ordens vom Zähringer Löwen (1896)[5]
- Kommandeur II. Klasse des Orden Berthold des Ersten (1906)[5]

## Veröffentlichungen
- Das Gymnasium und die öffentliche Meinung. 2. Auflage, Karlsruhe-Bielefeld 1883.
- Aufgaben zu deutschen Aufsätzen aus dem Altertum. Berlin 1884.
- Die Organisation des höheren Unterrichts im Großherzogtum Baden. München 1897.
- Didaktik und Methodik des deutschen Unterrichts und der philosophischen Propädeutik. 2. Auflage, München 1905.